# Castelo Real de Racconigi
| Imagem: Residências da Casa de Saboia | Castelo Real de Racconigi está incluído no sítio "Residências da Casa de Saboia", Património Mundial da UNESCO. |  |

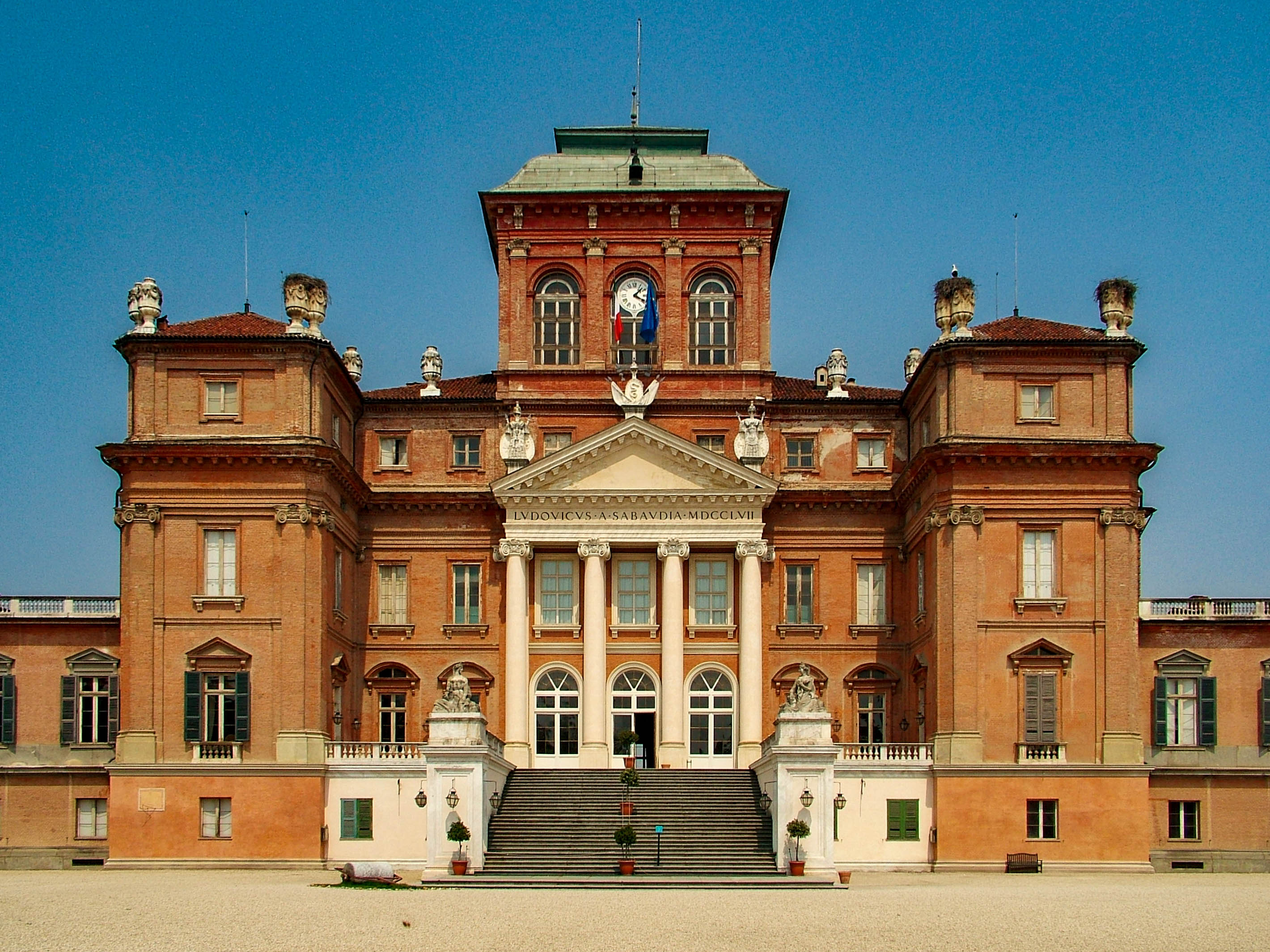
Fachada norte do Castelo Real de Racconigi.

O Castelo Real de Racconigi é um palácio italiano situado em Racconigi, na Província de Cuneo mas pouco distante de Turim. Era uma residência oficial do ramo dos Saboia-Carignano e faz parte das Residências da Casa de Saboia, classificadas pelas UNESCO como Património da Humanidade desde 1997. Também faz parte da rede dos "Castelos Abertos" do Baixo Piemonte. 
Apresenta-se como um imponente palacete em tijolos vermelhos e tectos em pagode, orientalizantes, em vários pavilhões. Residência preferida do rei Carlos Alberto da Sardenha e de todos os Reis de Itália, é actualmente um pólo cultural e museológico, tendo sido beneficiado com uma obra de restauro.

## História
As primeiras notícias do castelo de Racconigi datam de cerca do ano 1000, quando Bernardino de Susa reconstruiu um antigo solar, deixado aos frades cistercienses aquando da sua morte.
No século XIII, Racconigi passa a fazer parte das propriedades dos marqueses de Saluzzo, depois dos Falletti, dos Acaja e uma vez mais dos Saluzzo. Na segunda metade do século XVI, entra nos domínios da Casa de Saboia e, em 1620, o duque Carlos Emanuel I de Saboia oferece-o ao filho Tomás Francisco de Saboia (progenitor dos Saboia-Carignano). Naqueles anos, o castelo era uma sólida fortaleza em tijolos, de planta quadrada, com quatro grandes torres angulares, fosso, ponte levadiça e uma alta torre de menagem lateral.
O filho de Tomás, Emanuel Felisberto, Príncipe de Carignano, encomendou a Guarino Guarini a completa transformação da fortaleza em villa de recreio. Foi, então, erguido um grande corpo central, com tecto em pagode, a ocupar o pátio. Por outro lado, no lugar das duas torres angulares da fachada norte, desenvolveu dois grandes pavilhões de quatro andares de planta quadrada, com tecto em cúpula e lanternas em mármore branco.
Na segunda metade do século XVIII, um outro Carignano, Ludovico Luigi Vittorio, encomendou uma renovação dos interiores, elevou as duas torres da fachada sul, revestindo-as de estuques e decorações neoclássicas, assim como a entrada, dotando-a de quatro colunas coríntias e frontão triangular. Por outro lado, projectou a escadaria com lanços quebrados da fachada norte. 
O último Príncipe de Carignano (mais tarde Rei da Sardenha), Carlos Alberto de Saboia, achou necessário ampliar e embelezar posteriormente o castelo, o qual deveria representar a grandeza do reino saboiano. Entregou os trabalhos ao arquitecto da corte Ernesto Melano. Este, elevou a antiga estrutura quadrada em torno do corpo central, construiu dois braços laterais (terminados com dois pequenos pavilhões em pagode) ligados em C com os pavilhões da fachada norte. Construiu, ainda, uma escadaria cenográfica na fachada sul. 
Sempre amado pelos soberanos da Casa de Saboia, em 1904 nasce aqui, nos aposentos do segundo andar, o último rei italiano, Humberto II, monarca que recebeu o palácio como oferta de casamento, em 1930, e que aqui reagrupou os retratos de família (cerca de 3.000 quadros) e todas as notícias sobre Sudário de Turim. Entre os retratos de família encontram-se membros das mais nobres dinastias da Itália, como os Armagnac, os Carmagnola, os Agliè, os Calvi, os Valois e os Cicogna.

## O parque
O palácio está voltado, a norte, para um imponente parque, de cerca de 180 hectares, planeado no século XVII segundo projectos enviados pelo parisiense André Le Notre. Este apresenta-se em estilo à francesa, ou seja, constituído por longas alamedas, tanques de água e canteiros floridos. Na segunda metade do século XVIII, o arquitecto Pelagio Palagi realizou pequenas peças arquitectónicas, como o templo dórico na margem do lago, a dacha russa (construída em honra do Czar Nicolau II da Rússia em visita ao Piemonte) e a faisoaria.
Outro edifício de destaque é a igreja gótica, cara à avó de Carlos Alberto, Giuseppina de Lorena. De grande valor é, também, o complexo rural, do della Margaria, desenhado em estilo neogótico por Palagi, precursor das modernas fazendas biológicas; nesta, surge também uma grande estufa com um sistema de aquecimento, vanguardista para o período em que foi construída.
Em 1876, Carlos Alberto chamou o prussiano Xavier Kurten para reformar o lago, os cursos de água, colinas e fileiras de árvores segundo o estilo romântico em voga no século XIX, renovações que lhe deram as formas actuais.